# Frankenberg, Rennweg am Katschberg
Frankenberg je naselje v Občini Rennweg am Katschberg v Okraju Špital ob Dravi  na Koroškem v Avstriji.